# Oracle
Oracle Corporation este o companie multinațională americană  din industria calculatoarelor, cu sediul în Austin, Texas, Statele Unite. Compania este specializată în conceperea și comercializarea de componente hardware și de soluții software pentru alte companii și organizații. Din punct de vedere al veniturilor, Oracle se situează pe locul 3 în topul companiilor de software la nivel global, după Microsoft și IBM. Compania a înregistrat în 2011 o cifră de afaceri de 47,65 mld. $ și venituri de 26,17 mld. $ din comercializarea produselor software.
Pe data de 20 aprilie 2009, Oracle a anunțat achiziționarea companiei Sun Microsystems.

## Oracle în România
Compania este prezentă și în România, din anul 1995.
Număr de angajați:
- 2005: 200[6]
- 2006: 800[7]
- 2009: 1.200[8]
- 2011: 1.700[9]

Cifra de afaceri:
- 2004: 9,8 milioane euro[7]
- 2005: 19,5 milioane euro[7]
- 2009: 70,9 milioane euro[10]
- 2018: 196,9 milioane de euro
- 2019: 195,8 milioane euro